# Ida Ahlers
Ida Ahlers (20. März 1839 in Bromberg – 15. März 1901 in Bremen) war eine Theaterschauspielerin und Opernsängerin.

## Leben
Ahlers begann 1860 ihre Bühnenlaufbahn, ohne jemals eine Schauspielausbildung durchlaufen zu haben. Nach dem ersten Engagement in Elbing folgten weitere Bühnenverpflichtungen 1863 in Breslau und 1864 in Lübeck. Im Jahr darauf trat sie in Bremen auf, 1866 wurde sie nach Trier verpflichtet und 1869 war sie in Riga engagiert. Von 1882 bis 1884 spielte sie am Stadttheater in Königsberg und wurde im gleichen Jahr Mitglied des Stadttheaters in Bremen, wo sie bis zu ihrem Tod am 15. März 1901 tätig war.